# Grube jointy 2: karani za nic
Grube jointy 2: karani za nic – hip-hopowa kompilacja nagrań m.in. takich wykonawców jak: Tony Jazzu, Rahim, DJ Twister, Numer Raz, Miuosh oraz Grubson. Na albumie znalazły się premierowe utwory, podobnie jak w przypadku pierwszej części stanowiące wyraz sprzeciwu wobec polityki narkotykowej w Polsce. Trzypłytowe wydawnictwo ukazało się 23 kwietnia 2011 roku nakładem wytwórni muzycznej 30 Gram w dystrybucji Fonografiki.
Materiał był promowany teledyskami do utworów "Dentysta" w wykonaniu Sokoła, "Grube jointy" w wykonaniu Donguralesko, "Rusz dupsko na marsz" w wykonaniu Soboty, "Jara my (GJ edition)" w wykonaniu Firmy, "Sprawa w toku" w wykonaniu Pezeta i Jasnej Liryki, "Jaras nie jara" w wykonaniu Cegły MCC, "Podróże z marią" w wykonaniu NTK oraz "Gandzia krąg" w wykonaniu Trzeciego Wymiaru.
Album dotarł do 5. miejsca polskiej listy przebojów - OLiS. 28 stycznia 2015 roku wydawnictwo uzyskało status złotej płyty sprzedając się w nakładzie 5 tys. egzemplarzy.

## Lista utworów
Opracowano na podstawie materiału źródłowego.
CD 1
1. DJ Kostek, BB Drums, Maciej Prezes Schwartz, Kuba F - "Intro" (produkcja: Funk Master Punk)
2. Sobota - "Rusz dupsko na marsz" (produkcja: Matheo)
3. Pezet, Jasna Liryka - "Sprawa w toku" (produkcja: DJ 600V)
4. Pono - "Natura" (produkcja: DJ 600V)
5. Metrowy, Rufijok, Perez, Gajos - "Alfons" (produkcja: DJ BRK)
6. Sokół - "Dentysta" (produkcja: Drumkidz)[A]
7. Miuosh - "Ta ziemia" (produkcja: Bob'Air)
8. Tony Jazzu, Sage - "O nie" (produkcja: Tony Jazzu)
9. "Przerwa na jointa 1" (produkcja: J Fresh, Sir Michu, Timothy Drake)
10. Majkel, Rufijok, Bu, Metrowy, Mass Cypher (Marian WLKP), Skorup - "Kontrkultura" (produkcja: Di.N.O)
11. Firma - "Jara my (GJ Edition)" (produkcja: Piero)
12. Cegła MCC - "Jaras nie jara" (produkcja: Kaizer MCC, Tomasson)
13. Rufijok - "To Polska właśnie" (produkcja: Di.N.O)
14. Mrokas, Paluch - "Poza układem" (produkcja: Julas)
15. Fu - "Ochłoń człowieku" (produkcja: Timothy Drake)
16. Wini, Kamel, Głowa, Abel, Wężu, Sage, Siwy Dym - "Susz roślinny koloru zielonego" (produkcja: EraFi)
17. Hemp Gru - "Coś o jointach" (produkcja: Timothy Drake)

CD 2
1. Donguralesko - "Grube jointy" (produkcja: Matheo)
2. VNM - "Nigdy nie wiesz" (produkcja: DJ 600V)
3. Wice Wersa - "Pchaj ten towar w miasto" (produkcja: Grand Papa Dziad)
4. Jarecki, Grubson - "Zielony" (produkcja: Timothy Drake)
5. Kas - "Nie ma problemu" (produkcja: Kładimotor)
6. Numer Raz - "Zielono mi" (produkcja: Sir Michu)
7. Mały Esz Esz - "Skręć mnie" (produkcja: Timothy Drake)
8. Trzeci Wymiar - "Gandzia krąg" (produkcja: Timothy Drake)[B]
9. "Przerwa na jointa 2" (produkcja: Fabster)
10. NTK - "Podróże z marią" (gościnnie: Kładimotor, Lilu, produkcja: MarAtlon Studio)
11. Brahu - "Skrusz skręć" (produkcja: Timothy Drake)[C]
12. Sage, Mops - "Nie wiem jak ty" (produkcja: DJ Pete)
13. zonQero - "Lek na zło" (produkcja: Tears Riddim)
14. Jahdeck, Metrowy, Dorota Pusz - "Teraz jest wojna" (produkcja: Wojtek Kubica)
15. Mikael - "Co to za gra" (produkcja: Audiophone)
16. Mona, PaniKa - "Oni... - stereotyp" (produkcja: Timothy Drake)
17. Jasna Liryka - "Joint show" (produkcja: Szefu)

CD 3
1. DJ Twister, DJ Kostek, DJ 600V, DJ Slam!, DJ Cent, DJ Fresh - "Scratch" (produkcja: Timothy Drake)
2. Rena, Sobota, Wini - "Suszyć kruszyć" (produkcja: Matheo)[D]
3. Topek, Koniu, Abdul, Raku, Ben Benito - "Bu Ha" (produkcja: Timothy Drake)
4. Vienio, DJ Technik - "Pasja, zajawka, przyjaźń zespołów" (produkcja: Vienio)
5. Szybki Szmal - "Patrz jak to rozpalam" (produkcja: Timothy Drake)
6. Ero, Kosi - "Bez ..." (produkcja: Magiera)
7. Flint, DJ Kebs - "Na Legalu" (produkcja: RA2N)
8. Niczym Kru - "Wiesz co jest na mieście" (produkcja: Timothy Drake)
9. "Przerwa na jointa 3" (produkcja: Fabster)
10. Zorak, Kliford, DJ Haem - "Broklintk" (produkcja: Tabasko)
11. Rahim, Minix, DJ Danek - "Intruzi" (produkcja: DonDe)
12. Fabuła - "HAU HAI" (produkcja: Kładimotor)
13. PTP - "Blunty w górę" (gościnnie: Ras Luta, produkcja: Zelo)
14. Kleban, ZonQuero, Komo, Kris, Super Mleko, Quakowy, Kamel, Siwy Dym, DJ Miszyn - "Na100jara" (produkcja: Kładimotor)
15. Grubson - "Przestań się bać RMX" (produkcja: Matheo)
16. Bosski Roman - "Nie daj się wciągnąć w letarg" (produkcja: DJ Zel)
17. DJ Kostek, BB Drums, Maciej Prezes Schwartz, Kuba F - "Outro" (produkcja: Funk Master Punk)

Notatki
- A^ Z wykorzystaniem sampli pochodzących z utworu "Epitaph" w wykonaniu King Crimson[15].
- B^ Z wykorzystaniem sampli pochodzących z utworu "Is It Because I'm Black" w wykonaniu Syla Johnsona[16].
- C^ Z wykorzystaniem sampli pochodzących z utworu "Shake" w wykonaniu The Gap Band[17].
- D^ Z wykorzystaniem sampli pochodzących z utworu "Z poradnika młodego zielarza" w wykonaniu Andrzeja Korzyńskiego[18].